# San Giacomo Filippo
San Giacomo Filippo là một đô thị ở tỉnh Sondrio trong vùng Lombardia của Italia, có vị trí khoảng 100 km về phía bắc của Milano và khoảng 45 km về phía tây bắc của Sondrio, ở biên giới với Thụy Sĩ. Tại thời điểm ngày 31 tháng 12 năm 2004, đô thị này có dân số 453 người và diện tích là 62,1 km².
Đô thị San Giacomo Filippo có các frazioni (các đơn vị cấp dưới, chủ yếu là các làng) Drogo, Gallivaggio, Sommarovina, Voh, và Val d'Avero.
San Giacomo Filippo giáp các đô thị: Campodolcino, Chiavenna, Menarola, Mese, Mesocco (Thụy Sĩ), Piuro, Soazza (Thụy Sĩ).